# Mataki
De mataki (Symphonia globulifera) is een boomsoort die voorkomt in Midden- en Zuid-Amerika en in Afrika.
De boom groeit in drasbos, hoog zwampbos en langs rivieren. Hij heeft cilindrische stam waaraan gebogen steltwortels groeien die tot een meter lang kunnen worden en waarmee de boom zich in drassig land staande houdt. Rond de boom groeien vingerdikke luchtwortels die vaak als lussen weer terug de modder induiken. Daardoor is een matakizwamp vaak moeilijk begaanbaar. De boom draagt besvruchten die 3 tot 4 cm groot worden.

## Het hout
De boom levert een houtsoort vrij hard en zwaar is. Het is vooral geschikt als bouwhout.
| Industrieel rondhout in m3 | Industrieel rondhout in m3 | Industrieel rondhout in m3 |
| 2014                       | 2015                       | 2016                       |
| -------------------------- | -------------------------- | -------------------------- |
| 383                        | 396                        | 72                         |

## De hars
De bast levert een geel melksap dat aan de lucht verhardt. De zo gevormde mataki- of manihars wordt voor vele doeleinden gebruikt en verhandeld, zoals het kalefateren van korjalen of inzetten van pijlpunten.

## Beeldgalerij

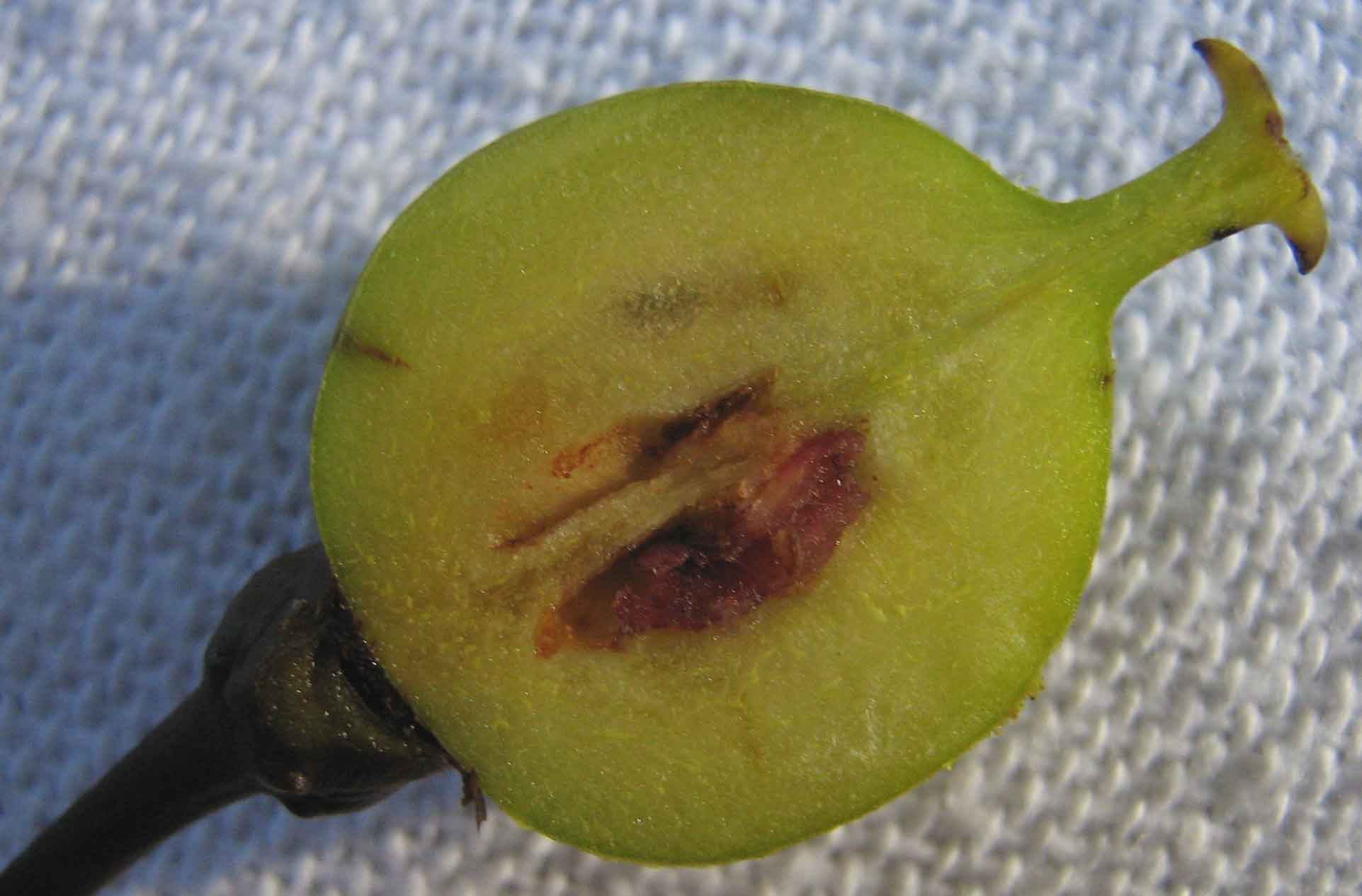
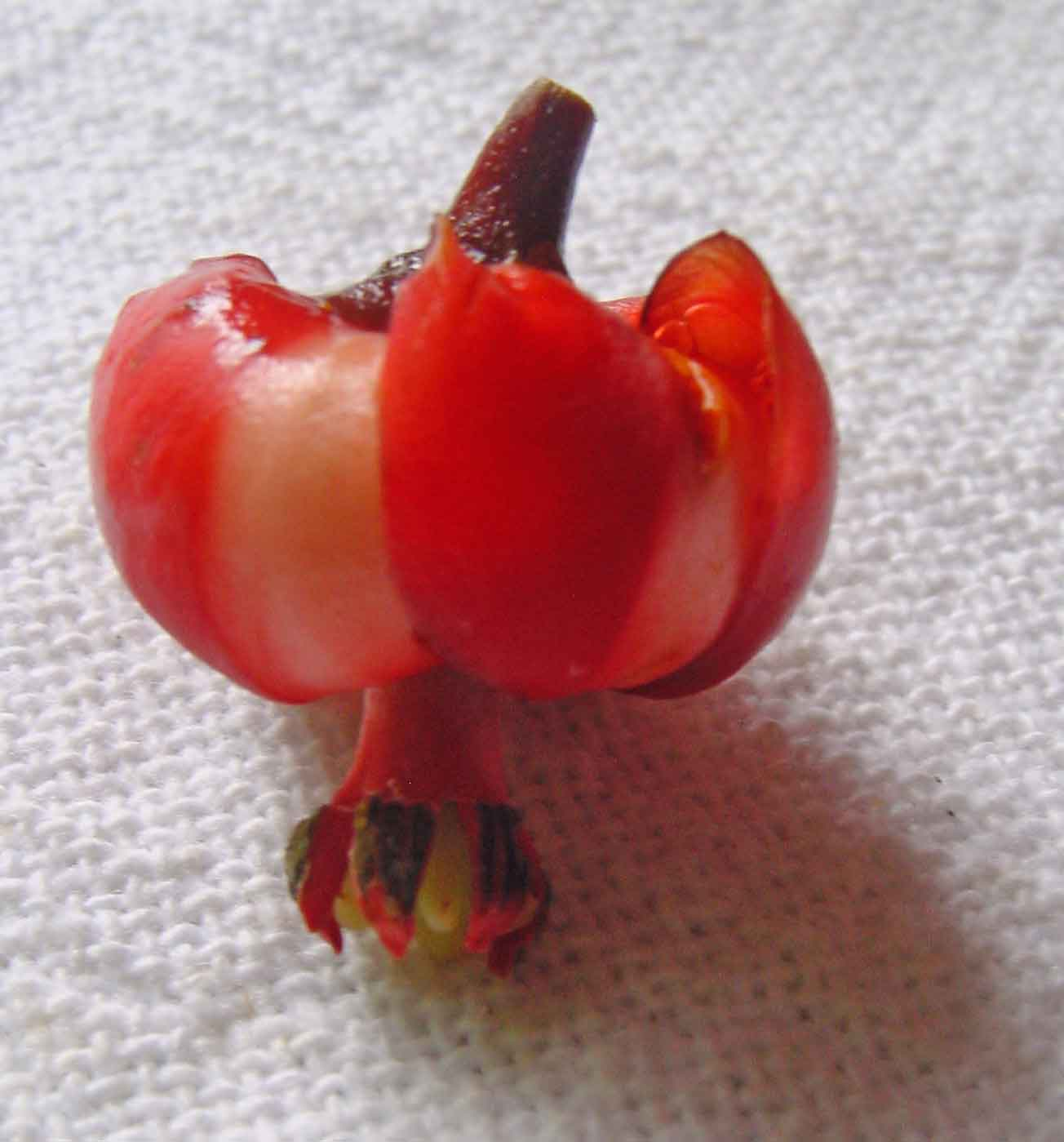
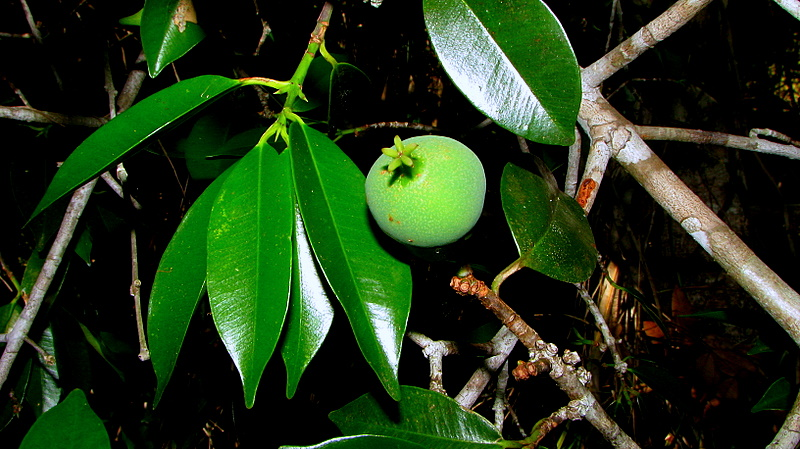
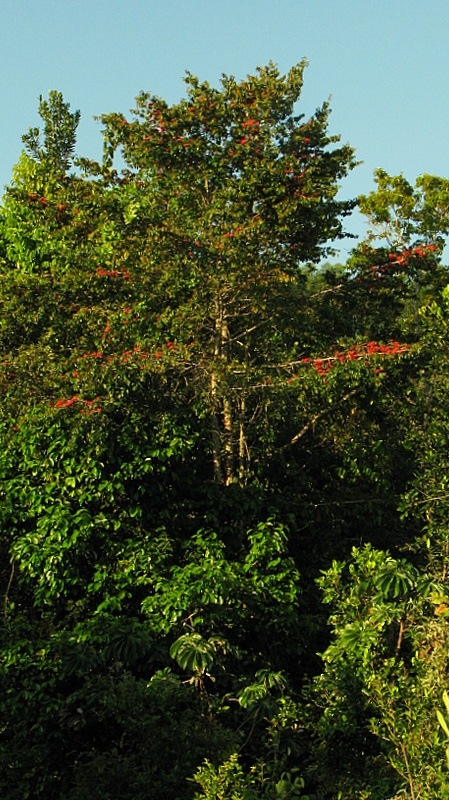